# Cuzco
Cuzco lub Cusco (kecz. Qosqo lub Qusqu) – miasto położone w południowej części Peru na wysokości 3326 m n.p.m. 
Obecnie stolica regionu Cuzco, liczba mieszkańców w 1990 r. wynosiła 275 tys. Miasto zostało założone przez pierwszego władcę Inków Manco Capaca w XII wieku. W 1533 r. zdobyte przez oddziały Francisco Pizarro. Podczas powstania Manco Inki w 1536 r. miasto zostało spalone. Hiszpanie w tym samym miejscu zbudowali swoje miasto. 
Kilkakrotnie nawiedzane przez silne trzęsienia ziemi (w 1650, 1950 i 1986 r.). W czasach Imperium Inków w Cuzco znajdowała się stolica państwa. Nazwa Cuzco w języku keczua oznacza pępek świata, lub – według innej wersji – pochodzi od frazy w języku aimara "qusqu wanka", "skała sowy", czy też "skała, na której usiadła sowa". Największy rozkwit miał miejsce w drugiej połowie XV wieku, za panowania Pachacutiego. Z czasów inkaskich zachowały się pozostałości zabudowań.

## Zabytki

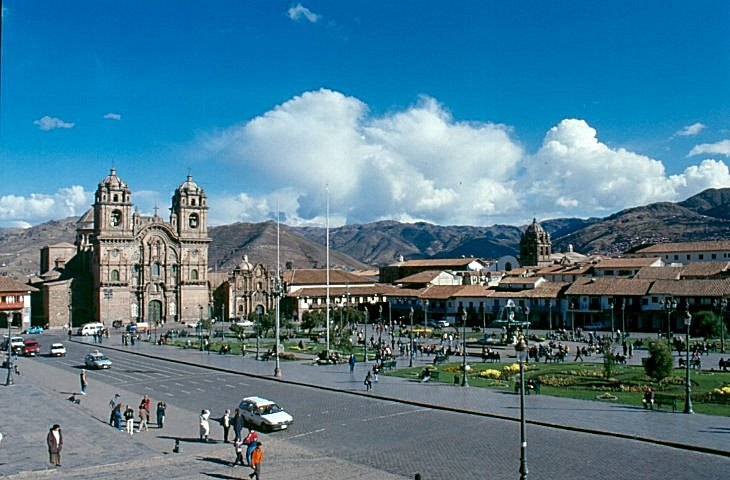
Cuzco - Plaza de Armas

W centralnej części miasta wytyczony został plac o wymiarach 550 x 250 m. Przez niego przepływała rzeka Huatanay. Na placu wzniesiono pałac władcy Inków, zwany Ccsana, Dom Dziewic Słońca Acllas (na jego murach założono klasztor św. Katarzyny) oraz pałac Huayna Capaca Amarucancha. Dominującą budowlą była świątynia Słońca Coricancha. Na jej ruinach powstał klasztor dominikanów. Do świątyni należały kapliczki poświęcone bóstwom: Księżycowi, Wenus, Piorunowi oraz Gwiazdom. Kapliczki miały kształt prostokąta. Do środka prowadziły jedne drzwi, wewnątrz znajdowały się nisze. Świątynia Słońca miała jedną ze ścian pokrytą złotymi płytkami, wewnątrz znajdował się słoneczny dysk odnaleziony przez Hiszpanów w 1571 roku. W ruinach pałacu należącego do Inki Roca znajduje się dwunastokątny kamień idealnie wpasowany w mur. Kamień ten stanowi atrakcję turystyczną i jest przykładem mistrzostwa inkaskich budowniczych. 
W pobliżu Cuzco, na zboczach Sacsayhuamán, około 1438 r. za panowania Pachacuteca, zbudowana została twierdza o potrójnej, zygzakowatej linii murów obronnych. Plan twierdzy przypomina paszczę pumy, a 22 zygzaki murów to jej zęby. Mury obronne twierdzy zbudowane zostały bez użycia zaprawy z wielokątnych bloków kamiennych, różnej wielkości (największy waży ok. 300 t). Bloki zostały ściśle do siebie dopasowane w celu zapewnienia stabilności konstrukcji. Wewnątrz twierdzy wzniesiona została baszta na planie koła, z wewnętrznym dziedzińcem, otoczona podwójnym murem. Miała stanowić ostatni punkt oporu. Na trzech tarasach w obrębie murów obronnych pobudowano pomieszczenia mieszkalne, magazyny, zbiornik na wodę zasilany podziemnym systemem kanałów. W twierdzy, przez pięć miesięcy bronił się Manco Inca w 1536 r. podczas antyhiszpańskiego powstania. Po jego upadku twierdza została zburzona.
Do innych zabytków znajdujących się w pobliżu Cuzco należą pozostałości zabudowań Tambomachay. Jest to budowla złożona z dwóch brył w kształcie tarasów wykonanych z wygładzonych ciosów kamiennych. Po nich nieustannie przepływa woda o właściwościach leczniczych. W murach wykonane są ślepe wnęki o wysokości ponad 1,5 m. Miejsce to, najprawdopodobniej związane z kultem wody, nazywane jest Kąpieliskiem Inki. 

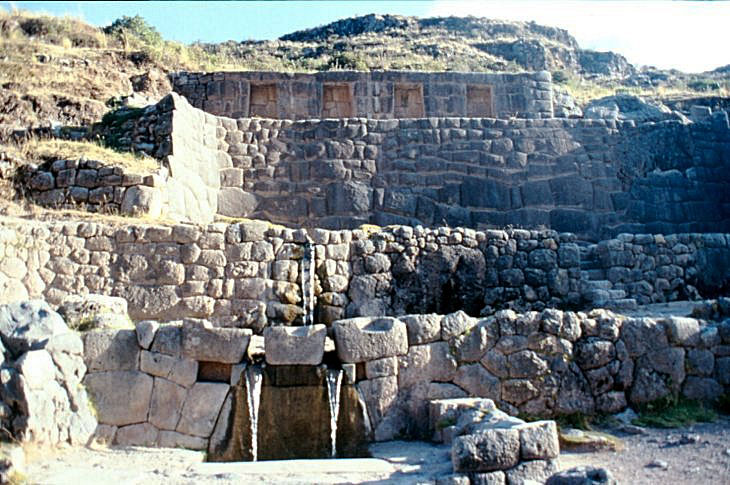
Ruiny Tambomachay w pobliżu Cuzco

Skalne sanktuarium Kenko, pełniło rolę obserwatorium astronomicznego. Jest to okrągła, kamienna budowla wzniesiona wokół megalitu zwanego intihuatana, czyli "miejsce, gdzie przystaje słońce". Na skalnej płycie przykrywającej grotę wyryte są rośliny i zwierzęta symbolizujące panowanie Inki nad naturą. Wewnętrzne nisze najprawdopodobniej były miejscem składania mumii przygotowanych do rytuałów pogrzebowych. Grota uważana jest za grobowiec Inki Pachacutiego. 
Do zespołu zabudowań Cuzco należy także położona we wsi Cacha świątynia Wirakoczy. Jest to największa inkaska świątynia. Zbudowana została na planie prostokąta o wymiarach 100 x 26,5 m. Konstrukcja świątyni składa się z czterech naw przedzielonych pośrodku wysokim, 12,0 m murem wykonanym z cegieł adobe. Mur postawiony jest na kamiennym fundamencie. W murze wykonano szereg drzwi i okien. Dwuspadowy, kryty słomą dach, wsparty był na dwóch rzędach ceglano-kamiennych kolumn. Plac, przy którym stoi świątynia, otoczony był zabudowaniami mieszkalnymi przeznaczonymi dla kapłanów. 
Do zabytków związanych z hiszpańskimi konkwistadorami należą przede wszystkim liczne kościoły i klasztory, wśród nich: kościół La Compañia de Jesús z 1571 r. zbudowany na fundamentach pałacu władcy Inków Huayna Kapaka, katedra z 1559, w której pochowany został kronikarz dziejów inkaskich Inca Garcilaso de la Vega (El Inca), kościół El Triunfo z 1536 r.

## Imprezy, wydarzenia
- Co roku w styczniu odbywa się Festiwal Poetycki „Enero en la palabra”.

## Przemysł
W mieście rozwinął się przemysł włókienniczy, skórzany oraz spożywczy.

## Miasta partnerskie
- La Paz, Boliwia
- Baguio, Filipiny
- Samarkanda, Uzbekistan
- Meksyk, Meksyk
- Kioto, Japonia
- Kraków, Polska
- Jersey City, Stany Zjednoczone
- Lima, Peru
- Chartres, Francja
- Kaesŏng, Korea Północna
- Ateny, Grecja
- Moskwa, Rosja
- Santa Barbara, Stany Zjednoczone
- Hawana, Kuba
- Betlejem, Palestyna
- Jerozolima, Izrael
- Copán, Honduras
- Xi’an, Chińska Republika Ludowa
- Potosí, Boliwia
- Cuenca, Ekwador
- Rio de Janeiro, Brazylia
- Madison, Stany Zjednoczone

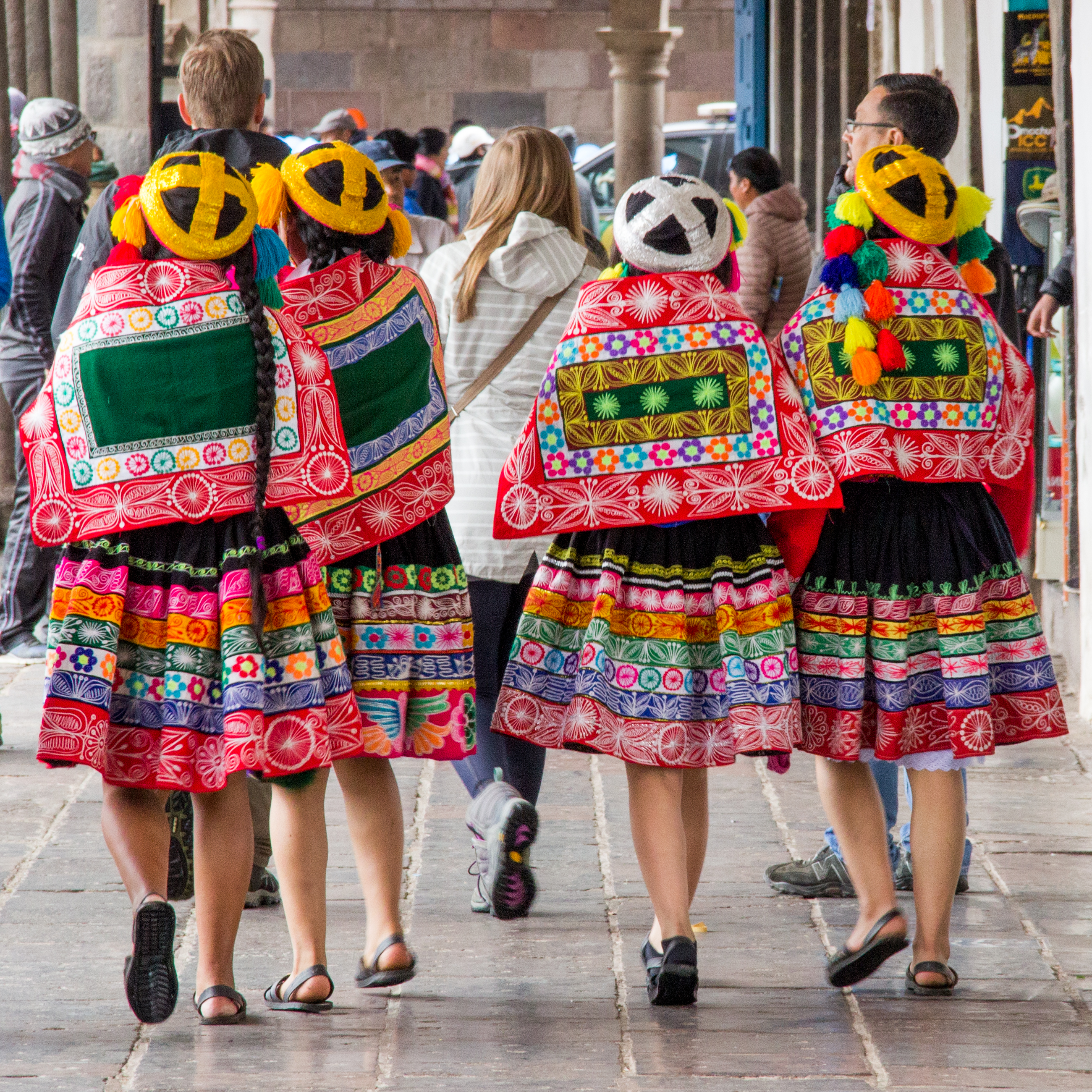
Dziewczęta w tradycyjnych strojach na ulicy w Cuzco